# Rangkapan Jaya
Rangkapan Jaya is een bestuurslaag in het regentschap Depok van de provincie West-Java, Indonesië. Rangkapan Jaya telt 34.684 inwoners (volkstelling 2010).